# Machimus calicutensis
Machimus calicutensis là một loài ruồi trong họ Asilidae. Machimus calicutensis được Joseph & Parui miêu tả năm 1986. Loài này phân bố ở miền Ấn Độ - Mã Lai.